# Carbini
Carbini är en kommun i departementet Corse-du-Sud på ön Korsika i Frankrike. Kommunen ligger  i kantonen Levie som tillhör arrondissementet Sartène. År 2022 hade Carbini 117 invånare.

## Befolkningsutveckling
Antalet invånare i kommunen Carbini
Referens:INSEE